# Marc Girardelli
Vous lisez un « bon article » labellisé en 2016.
Marc Girardelli, né le 18 juillet 1963 à Lustenau en Autriche, est un skieur alpin autrichien d’origine italienne qui a représenté le Luxembourg en compétition de 1980 à 1997 au plus haut niveau international. Malgré un physique fragile (treize interventions chirurgicales au cours de sa carrière), il fait partie pendant plus de quinze ans des meilleurs skieurs de la Coupe du monde.
D'abord spécialiste des disciplines techniques, il s'oriente en 1983 vers la polyvalence et devient en 1985, le premier skieur luxembourgeois à inscrire son nom au palmarès du classement général de la Coupe du monde de ski alpin. Il se construit par la suite, un des plus beaux palmarès de son sport. Il reste longtemps le recordman du plus grand nombre de victoires au classement général qu'il remporte à cinq reprises en 1985, 1986, 1989, 1991 et 1993, avant d'être dépassé en 2017 par Marcel Hirscher. Marc Girardelli ajoute dix globes de cristal de spécialités (quatre en combiné, trois en slalom, deux en descente et un en géant) et quarante-six succès dans les cinq disciplines du ski alpin, un exploit que seuls Pirmin Zurbriggen, Günther Mader, Kjetil-André Aamodt et Bode Miller ont réalisé. De plus, Girardelli est le seul à avoir réalisé cette performance au cours d'une même saison, en 1988-1989 qui restera sa meilleure. Il y remporte neuf succès pour treize podiums et termine dans les cinq meilleurs au classement de chacune des cinq disciplines. Ses rivalités dans les disciplines de vitesse avec Pirmin Zurbriggen et dans les épreuves techniques avec Alberto Tomba font partie des grandes heures du ski alpin des années 1980 et 1990.
Girardelli est également sacré champion du monde à quatre reprises entre 1987 et 1996. Médaillé d'or à trois reprises en combiné (1987, 1989 et 1996), il détient le record de titres dans la discipline en commun avec le Norvégien Kjetil Andre Aamodt. Il a également remporté un titre en slalom en 1991. Avec onze médailles mondiales, il devient en 1996 le skieur le plus médaillé en championnats du monde mais sera dépassé quelques années plus tard par Aamodt.
Double médaillé d'argent aux Jeux olympiques d'Albertville 1992 en super-G et géant, Girardelli n'est pas parvenu à remporter une médaille d'or en trois participations.
Skieur autrichien d'origine, Girardelli a concouru sous les couleurs du Luxembourg à la suite d'un désaccord avec la fédération autrichienne. Il a dû pendant toute sa carrière s'entraîner seul accompagné de son père Helmut qui l'a managé et entraîné jusqu'à la fin de sa carrière, composant régulièrement avec de nombreux problèmes d'organisation et de manque de structures.
Skieur souvent décrié pour son caractère introverti et distant, Girardelli a su gagner le respect de ses pairs grâce à ses performances qui ont fait de lui une personnalité incontournable du cirque blanc de la fin du XXe siècle.

## Biographie

### Premières années
Marc Girardelli est né en 1963 dans la petite commune autrichienne de Lustenau de parents hôteliers dans la localité de Dornbirn dans le land du Vorarlberg. Il monte sur les skis dès ses quatre ans, et démarre la compétition chez les poussins à l'âge de sept ans. Il remporte en 1975, à l'âge de onze ans le slalom et le géant du « Trofeo topolino » une des plus importantes courses cadets internationale disputée en Italie, le pays d'origine de son père. En 1976 alors âgé de treize ans, Girardelli se retrouve à l'occasion d'une course de kermesse aux côtés de David Zwilling le champion du monde de descente de Saint-Moritz mais il refuse de l'approcher. « J'attendrais que ce soit lui qui vienne un jour me demander un autographe. »

### Carrière sportive

#### Conflit avec la fédération autrichienne et changement de nationalité

Le Grand-Duché du Luxembourg que Girardelli représente en compétition.

Les résultats de Marc Girardelli lui permettent alors d'être intégré dans la foulée dans une académie de ski autrichienne à Schruns. Le déracinement est brusque pour un jeune skieur habitué à un cadre de vie différent et moins de pression. Girardelli ne parvient pas à s'adapter aux méthodes d'entrainement. Il est considéré comme plus mûr et plus doué que ses camarades par son père Helmut, qui reste très présent et estime qu'un entraînement personnalisé correspondrait plus à son fils. Helmut rentre vite en conflit avec les entraîneurs et retire son fils de l'académie décidant de devenir son manager et entraîneur.
Père et fils décident en 1978, après un long conflit en raison de la non-sélection de Marc pour les championnats du monde junior, de couper les ponts avec la fédération autrichienne. Girardelli tente donc par la suite de représenter le Grand-Duché du Luxembourg en courses, et ce bien qu'il n'ait aucune attache avec ce petit État d'Europe occidentale. Celui-ci présente en outre l'intérêt de ne pas être une nation de tradition de ski, ce qui permettra à Marc d'obtenir sa sélection rapidement pour les épreuves de coupe du monde. Cependant une lourde condition s'impose à ce changement de nationalité : en effet, jusqu'à ses 25 ans, Girardelli ne peut représenter son nouveau pays dans les compétitions internationales telles que Jeux olympiques ou championnats du monde, et ce jusqu'au jour où sa nationalité est entérinée par les autorités luxembourgeoises. Ces problèmes de nationalité suivent et handicapent Girardelli au début de sa carrière.

#### 1980-1983: débuts prometteurs et premières victoires en Coupe du monde
C'est au terme de deux années obligatoires afin d'obtenir sa licence que Girardelli fait ses débuts à 15 ans dans des courses FIS et de Coupe d'Europe. Auteur de performances honorables, Girardelli dispute sa première épreuve de Coupe du monde en fin de saison 1980 lors d'un géant disputé aux États-Unis à Waterville Valley au terme duquel il obtient la 13e place.
Girardelli dispute quelques épreuves de Coupe du monde 1981 essentiellement en géant et slalom, avec des résultats qui progressent au fur et à mesure des courses. À 18 ans en janvier 1981 lors du slalom de Wengen, il signe son premier podium avec une deuxième place derrière le Yougoslave Bojan Križaj. Se classant dans les dix premiers de chacune des épreuves de fin de saison, le Luxembourgeois termine la saison dans les quinze meilleurs des classements du slalom et du géant et vingt-sixième du classement général.
L'année suivante, Girardelli enchaîne les bons résultats. Performant en géant, le jeune skieur signe quatre podiums dans cette discipline et des performances de choix en slalom bien qu'encore loin du niveau de l'Américain Phil Mahre et du Suédois Ingemar Stenmark qui dominent la saison. Il termine néanmoins troisième du classement du géant, huitième en slalom et sixième du classement général.
En 1982-1983, Girardelli décide avec son père d'axer sa préparation physique sur l'endurance et la puissance avec l'objectif de devenir un skieur polyvalent engagé sur toutes les disciplines afin de jouer le classement général à l'avenir.
Auteur de performances intéressantes en descente et en super-G (9e à Garmisch), le début de saison est cependant marqué de performances mitigées en géant et slalom. Le skieur qui monte peu à peu en puissance de janvier à février où il signe plusieurs tops 10 en géant et slalom mais surtout ses premiers podiums en combiné (2e à Kitzbühel et 3e au Markstein), remporte sa première victoire lors du slalom de Gällivare en Suède devant Stig Strand et Ingemar Stenmark. Encore sur le podium en fin de saison lors du géant d'Aspen, Girardelli termine la saison plus tôt que prévu assailli par de grosses douleurs à un genou consécutives à une lourde chute lors d'un entraînement de vitesse. Sixième et septième des classements du géant et du slalom et quatrième du général, il ne peut éviter l'opération qui le tient quelques semaines éloigné des pistes.
Durant l'intersaison, Girardelli qui a demandé au Comité international olympique l'autorisation de concourir aux prochains Jeux olympiques sous les couleurs de l'Autriche étant donné qu'il ne possède pas de passeport luxembourgeois se voit opposer une fin de non recevoir. En effet le règlement de la Fédération internationale de ski interdit à un skieur de s'aligner pour deux pays différents durant le même hiver. De plus la fédération autrichienne avait au préalable déclaré qu'elle ne comptait pas sélectionner Girardelli.

#### 1984-1985: premiers titres d'un skieur devenu polyvalent
Le début de saison 1983-1984 est très mauvais pour Marc Girardelli qui enchaîne les contre-performances. Cela s'explique par le fait qu'il se ressente parfois de ses problèmes au genou. Profitant de la pause de Noël pour travailler sur le plan physique, Girardelli enchaîne les podiums dans les disciplines techniques. Si en géant, il signe trois podiums, c'est en slalom qu'il est le plus efficace, avec six podiums dont cinq victoires (Parpan, Kitzbühel, Borovetz, Åre et Oslo) lui permettant de remporter son premier globe de discipline devant Ingemar Stenmark et Franz Gruber,. Cette fin de saison « éclair » est marquée en outre par ses progrès en super-G où il signe son premier podium à Oppdal (2e derrière Pirmin Zurbriggen). Il termine quatrième du classement du géant et troisième du général derrière Pirmin Zurbriggen et Ingemar Stenmark,.
La saison 1984-1985 marque le début d'une rivalité intense entre Girardelli et le Suisse Pirmin Zurbriggen qui a duré cinq ans et a marqué le début de carrière du skieur luxembourgeois. En effet les deux skieurs très jeunes aux caractères opposés sont de grands polyvalents et se livrent en début de saison un duel remarquable. Si Girardelli enchaîne les victoires (sept) en slalom (Sestrières, Bad Wiessee, Kitzbühel et Wengen), géant (Sestrières) mais surtout ses premiers succès en super-G (Madonna di Campiglio et Garmisch), son rival gagne cinq succès et enchaine les podiums en descente.
Marc Girardelli aborde en première position du classement général et favori du slalom les championnats du monde de ski alpin 1985 à Bormio auxquels il a failli ne pas participer du fait de problèmes de changement de nationalité, une affaire seulement réglée par une déclaration sur l'honneur de Girardelli concernant sa bonne foi et réelle volonté de changer de nationalité. Il accroche d'abord la troisième place du géant derrière l'Est-Allemand Markus Wasmeier et Pirmin Zurbriggen et termine quelques jours plus tard à la deuxième place du slalom derrière le Suédois Jonas Nilsson. Passant outre cette relative déception et conscient de ce qu'il peut gagner en fin de saison, Girardelli motivé pour le général reprend sa série de victoires dès le week-end suivant lors du slalom de Kranjska Gora. Insuffisamment remis d'une blessure au ménisque durant la descente de Kitzbühel, Zurbriggen commence à marquer le pas, ce dont profite Girardelli qui se détache. Il valide sa première victoire au classement général lors de la tournée finale en Amérique du Nord par trois victoires (deux en slalom, et une en géant) qui met le terme à une saison qui l'a vu remporter onze courses. Il ajoute au général, les classements du slalom et du géant au terme d'une saison marquée par le duel avec Zurbriggen.

#### 1986-1988: rivalité avec Pirmin Zurbriggen
En 1985-1986, Girardelli et Zurbriggen se livrent un nouveau duel. Régulier dans le top 10, le Luxembourgeois ajoute une nouvelle corde à son arc en devenant performant en descente, discipline dans laquelle il signe trois podiums. Vainqueur en super-G à Crans Montana et de deux combinés à Alta Badia et Sankt Anton, ses progrès en vitesse se font au détriment de ses qualités techniques, Girardelli laissant de côté le slalom (quatre slaloms disputés sur onze) et ne signant qu'un podium dans ce qui était alors sa discipline forte. Auteur d'une fin de saison qui lui permet de contenir le retour de Pirmin Zurbriggen qui échoue à seulement dix points, le skieur luxembourgeois, qui termine dans les cinq meilleurs dans quatre disciplines différentes (deuxième en combiné, troisième en super-G, quatrième en descente et cinquième en géant), ajoute un deuxième gros globe du classement général à son palmarès à seulement 23 ans,.
La saison 1986-1987 est plus compliquée pour Girardelli. En effet victime d'une lourde chute lors de l'entrainement d'une descente à Laax, il traîne par la suite de grosses douleurs à l'épaule qui l'empêchent de disputer les slaloms. Se blessant à nouveau en géant à Kranjska Gora, il doit même se résoudre à une opération qui le laisse indisponible quelques semaines. Il aborde donc les Championnats du monde de Crans Montana avec seulement deux podiums en super-G et en géant, largement dominé au général par son rival Suisse Pirmin Zurbriggen et en convalescence. Engagé sur les cinq disciplines, Girardelli après sa septième place en descente, remporte son premier titre mondial lors du combiné au terme de deux manches de slaloms difficiles mais maîtrisées devançant Pirmin Zurbriggen et Günther Mader. Girardelli ajoute deux médailles d'argent en super-G et en géant derrière Pirmin Zurbriggen. En slalom il ne peut rien contre les spécialistes et termine quatrième. Relancé par ces championnats du monde réussis, Girardelli réalise une fin de saison quasi parfaite en signant cinq podiums dont trois victoires en super-G à Furano et Calgary et en géant à Sarajevo. Sa fin de saison lui permet d'accrocher la deuxième place du général loin derrière Pirmin Zurbriggen.
La saison suivante s'apparente à un long calvaire pour le Luxembourgeois qui enchaîne les blessures. Préférant au vu des performances impressionnantes du jeune Italien Alberto Tomba en technique et en vue de ménager son physique privilégier les épreuves de vitesse durant cette saison, il ne signe que six podiums (trois en descente, deux en super-G et un en géant) et déçoit lors de ses premiers Jeux olympiques à Calgary en prenant la neuvième place de la descente, la vingtième du slalom géant et en sortant lors du super-G. Il termine la saison cinquième malgré tout du classement général encore dominé par Pirmin Zurbriggen,.

#### 1989: la saison des records

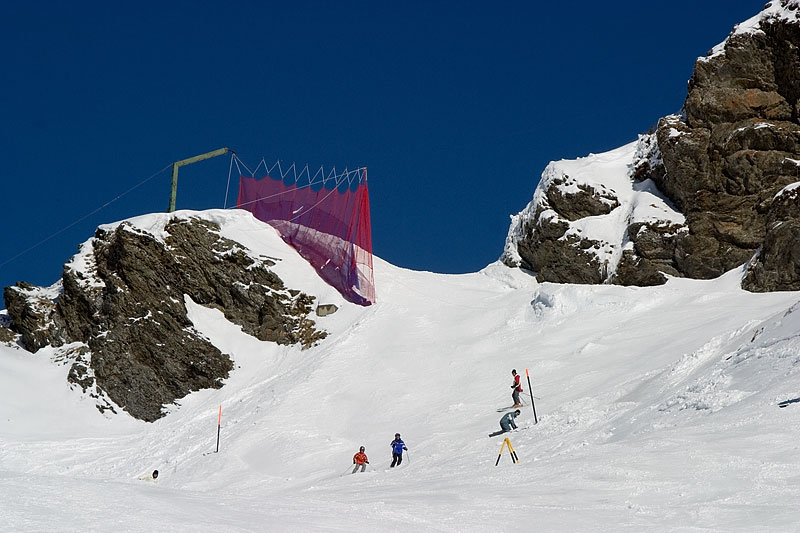
Marc Girardelli signe un triplé en remportant les deux descentes ainsi que le combiné de Wengen en 1989.

Dominé depuis deux ans par Pirmin Zurbriggen, Girardelli particulièrement motivé et en forme va marquer la saison 1988-1989 de son empreinte en rentrant dans l'histoire de plusieurs manières. Auteur d'un début de saison remarquable qui le voit renouer avec la victoire en slalom après quatre ans d'insuccès entre les piquets serrés à Sestrières et Kranjska Gora, Girardelli entre dans le cercle fermé des skieurs vainqueurs dans toutes les disciplines du ski alpin en remportant la descente de Kitzbühel. Galvanisé par cet exploit, il enchaine le lendemain en accrochant le combiné de la station autrichienne et confirme la semaine suivante en remportant le géant d'Adelboden, les deux descentes de Wengen ainsi que le combiné de la station helvétique lui permettant de conclure un mois de janvier exceptionnel avec six victoires, un record qui sera battu 23 ans plus tard par le Croate Ivica Kostelić. Il aborde les championnats du monde disputés à Vail largement leader du général et en position de favori dans toutes les disciplines. Parvenant à conserver son titre du combiné devant Paul Accola et Günther Mader, Girardelli déçoit quelque peu par la suite ne terminant que vingt-et-unième de la descente, quatorzième du super-G et quatrième du géant, il se rattrape le dernier jour de la compétition en terminant troisième du slalom derrière Rudolf Nierlich et Armin Bittner. Nullement touché par ce relatif échec, il termine la saison sur la même lancée. Après deux deuxièmes places en descente et en géant à Aspen, Girardelli va réaliser un nouvel exploit à Whistler ou il s'impose en super-G devenant ainsi le premier skieur et le seul à ce jour à remporter au moins une course dans les cinq disciplines sur la même saison, en plus de s'assurer au terme du super-G le classement général à quatre courses de la fin de saison. Il termine la saison dans les cinq meilleurs du classement final de toutes les disciplines et vainqueur en outre des petits globes de la descente et du combiné, Girardelli remporte son troisième gros globe avec près de 100 points d'avance sur Pirmin Zurbriggen au terme d'une saison marquée par de nombreux records.

#### 1990: lourde chute et longue convalescence
En 1989-1990, l'élan de Girardelli après un bon début de saison qui le voit sur le podium lors des slaloms Waterville Valley et de Mount Saint-Anne est stoppé net au détour d'une très lourde chute lors du super-G de reprise de la saison européenne à Sestrières. Gravement blessé aux reins et victime d'une hémorragie interne, le Luxembourgeois déclare forfait pour le reste de la saison touché dans sa chair et assiste de loin en rééducation forcée au dernier sacre de Pirmin Zurbriggen, son rival historique, qui remporte le gros globe et prend sa retraite dans la foulée.

#### 1991-1992: retour remarqué et double médaillé olympique
Au terme d'une longue rééducation lourde et empreinte de doutes, Marc Girardelli revient à la compétition au début de la saison suivante. Le circuit orphelin de Pirmin Zurbriggen qui a pris sa retraite, imagine déjà l'avènement d'Ole Kristian Furuseth, le jeune Norvégien que Girardelli connait peu et brillant deuxième du général la saison précédente. Girardelli est peu cité car il revient de loin. Auteur de performances mitigées en Nouvelle-Zélande deux mois avant le réel début de la saison, Girardelli retrouve vite le haut niveau. Extrêmement régulier en décembre qui le voit signer quatre podiums en super-G (3e à Garmisch), en géant (3e à Alta Badia et Kranjska Gora) et en slalom (3e à Madonna di Campiglio), c'est durant le mois de janvier qu'il affectionne que Girardelli renoue avec le succès en remportant trois victoires d'affilée à Kitzbühel où il domine le combiné et le slalom et Adelboden en géant. Il aborde en position de confortable leader du général devant Alberto Tomba les championnats du monde de ski alpin 1991 de Saalbach. Lors du slalom disputé le premier jour, Girardelli remporte son troisième titre mondial devant Thomas Stangassinger et Ole Kristian Furuseth. Il termine cependant neuvième de la descente et cinquième du géant. Par la suite il finit la saison avec des performances régulières marquées par deux podiums en slalom à Oppdal et en géant à Aspen qui lui permettent de contenir le retour d'Alberto Tomba qui remporte trois géants. Marc Girardelli un an après sa grave chute remporte le gros globe devançant de 20 points Alberto Tomba, et rejoint l'Italien Gustav Thöni et Pirmin Zurbriggen au palmarès des quadruples vainqueurs du classement général. Il remporte en outre les globes du slalom et du combiné.
En 1991-1992, la saison est plus compliquée pour Girardelli. En effet largement dominé en technique par Alberto Tomba et assistant à l'émergence d'un nouveau talent en la personne du jeune Suisse très polyvalent Paul Accola, Girardelli avec seulement deux podiums (2e du combiné de Kitzbühel et 3e du géant d'Adelboden) et malgré une victoire en super-G à Val d'Isère en décembre, accumule les déceptions et aborde les Jeux olympiques d'Albertville loin au général. Après avoir abandonné lors de la descente, il perd toute chance de bien figurer sur le combiné dont il était un des favoris en partant lourdement à la faute lors de la descente disputée sur la Face de Bellevarde. Il efface quelque peu cette déception par la suite, bien que subissant la loi du jeune Norvégien Kjetil Andre Aamodt en super-G, au terme duquel Girardelli étonne en terminant deuxième sur une épreuve où il était en net recul depuis le début de saison. Quelques jours après, Girardelli accroche une nouvelle médaille d'argent lors du géant survolé par Alberto Tomba et termine ces Jeux conscient que ces médailles étaient loin d'être actées en début de compétition. Auteur d'une fin de saison correcte (3e du super-G de Panorama (en)), Girardelli, grâce à sa polyvalence, accroche la troisième place du classement général loin de Paul Accola et d'Alberto Tomba,. Bien qu'encore dans le gotha des tout meilleurs skieurs et tirant toujours profit de sa polyvalence, la saison de Girardelli couplée à la montée en puissance de skieurs comme les Norvégiens Aamodt et Furuseth ou encore Accola inquiète certains observateurs se posant la question de la capacité du Luxembourgeois à revenir au plus haut niveau pour les saisons à venir.

#### 1993-1994: nouvelle rivalité avec Kjetil André Aamodt et Jeux olympiques ratés

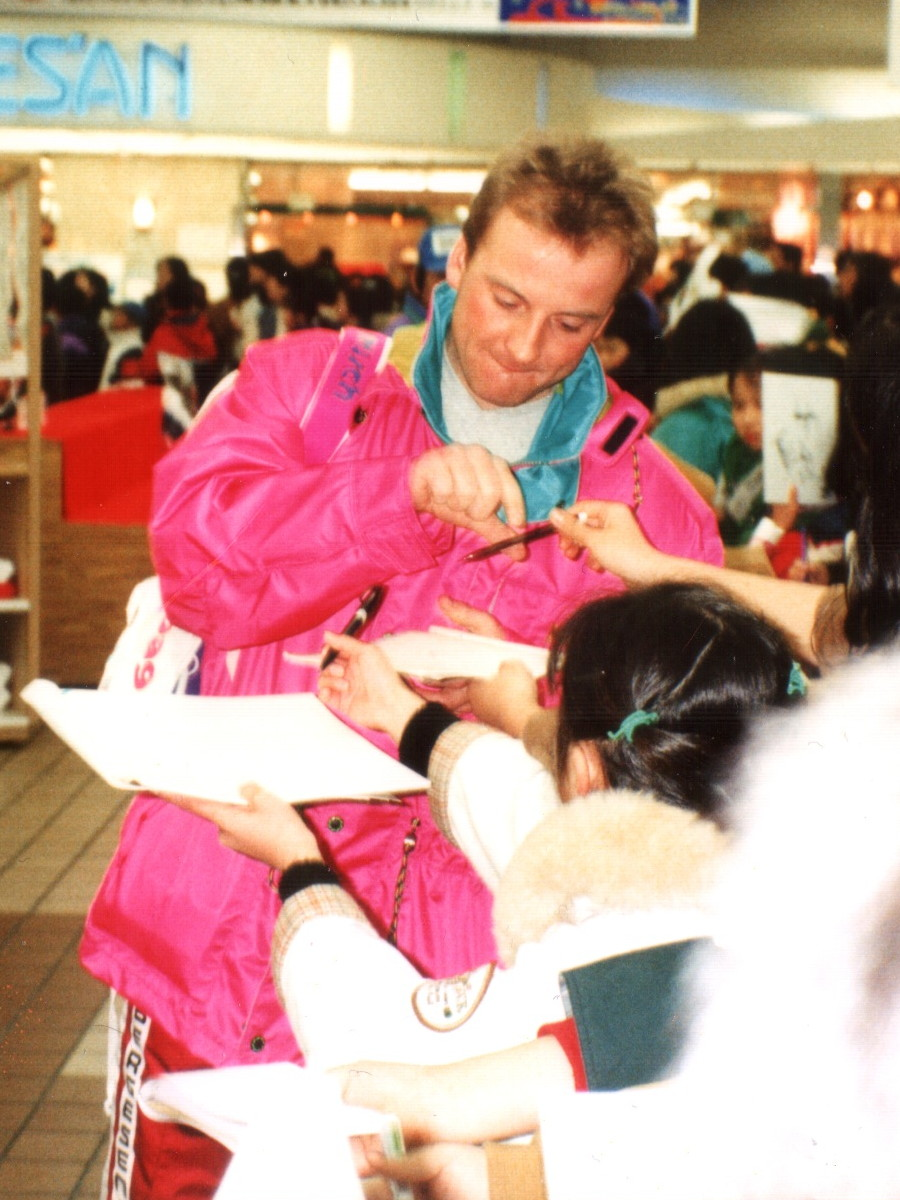
Le Norvégien Kjetil Andre Aamodt échoue au classement général derrière Girardelli en 1993 mais le dominera l'année suivante.

En 1992-1993, Marc Girardelli va réaliser une belle saison. Bien que moins à son aise que durant ses grandes années, Girardelli domine le début de saison grâce à deux victoires en géant (Alta Badia et Kranjska Gora) et des performances régulières dans le top 10. Il se détache en janvier où il gagne sa 40e victoire à Sankt Anton en combiné. Il aborde les championnats du monde à Morioka avec plus de 300 points d'avance au général et scruté de toutes parts. Médaillé de bronze en combiné derrière les Norvégiens Lasse Kjus et Kjetil Andre Aamodt alors qu'il en était le favori et septième du géant, le Luxembourgeois termine sur une deuxième place en slalom derrière la star des mondiaux Kjetil Andre Aamodt, cette médaille en faisant le skieur alpin le plus médaillé mondial. La fin de saison est compliquée pour Girardelli qui se blesse sérieusement aux ligaments du genou droit l'obligeant à skier différemment et à gérer son avance. Il doit faire face blessé au retour impressionnant de Kjetil Andre Aamodt transcendé par ses mondiaux réussis et qui gagne cinq victoires. Il parvient à s'adjuger cependant le classement général sur la dernière course de la saison en terminant 3e du géant des finales dominé encore par Aamodt. Cette victoire au général acquise grâce à son extrême régularité lui permet de rentrer dans l'histoire en devenant avec cinq victoires le skieur le plus titré au classement général devant Gustav Thöni et Pirmin Zurbriggen, un palmarès auquel il ne manque plus qu'un titre olympique qu'il veut absolument accrocher la saison suivante à Lillehammer.
Lors de la saison 1993-1994, Girardelli ne peut cependant faire face à l'ascension vers le gros globe de Kjetil Andre Aamodt qui si l'année précédente pouvait parfois faire preuve d'inconstance devient intouchable surtout dans une année de Jeux olympiques à domicile. Le Luxembourgeois moins efficace dans les disciplines techniques réalise une grande saison en vitesse ce qui lui permet de faire longtemps illusion au général. Il aborde les Jeux olympiques disputés à Lillehammer avec quatre podiums en descente et une victoire en super-G à Wengen et favori sur ces deux disciplines qui représentent sa dernière chance de conquérir le titre olympique qui manque à son palmarès. Relativement décevant il voit son rêve de titre olympique se briser au détour d'une cinquième place en descente et d'une quatrième en super-G. Lors de la fin de saison il signe deux nouveaux podiums en descente et super-G et termine deuxième du général, mais surtout accroche un nouveau globe de spécialité (le neuvième de sa carrière) en descente et rate pour seulement cinq points celui du super-G qui aurait pu lui permettre de rentrer encore dans l'histoire en devenant le premier skieur à conquérir les globes des cinq disciplines du ski alpin.

#### 1995-1997: déclin inévitable marqué de coups d'éclats et retraite
1994-1995 marque le début du véritable déclin de Girardelli. Âgé maintenant de 32 ans et bien que disputant toujours toutes les disciplines, le Luxembourgeois ne fait plus preuve de régularité. Très performant en combiné (deux victoires à Kitzbühel et Wengen) et accrochant un podium surprise en slalom (2e à Garmisch), Marc Girardelli se console en fin de saison avec le globe du combiné, le dixième de sa carrière mais échoue au quatrième rang du général,.
La saison suivante marque une véritable chute dans les performances du Luxembourgeois qui ne réussit plus qu'en combiné où il signe son 46e succès à Veysonnaz. Dans les autres disciplines c'est plus compliqué pour le vétéran Girardelli qui aborde ses sixièmes championnats du monde à la croisée des chemins et hors du top 10 du général. Dix-huitième du super-G et de la descente, Girardelli réalise son dernier exploit en remportant la médaille d'or du combiné devant Lasse Kjus et Günther Mader. Éliminé en géant et non-partant du slalom lors de ces mêmes mondiaux, il met fin à sa saison le week-end suivant n'ayant plus grand chose de significatif à jouer.
En 1996-1997, le Luxembourgeois décide hors de forme à la mi-saison de mettre un terme à sa carrière de 17 ans laissant un palmarès de 46 victoires en Coupe du monde (quatrième meilleur total masculin de tous les temps) dans toutes les disciplines, cinq gros globes et dix globes de spécialité, onze médailles mondiales dont quatre en or et deux médailles d'argent olympiques. Il détient en outre un autre record peu enviable celui-là de treize opérations. Le Luxembourgeois a en effet payé un lourd tribut aux blessures durant sa carrière, sa chute en Super-G à Sestrières fin 1989 notamment l'ayant laissé partiellement paralysé au niveau de la hanche et de la cuisse droite : « C'était déjà un miracle que Marc ait pu continuer le ski alpin depuis sa chute en 1989 », ajoute son médecin personnel.

### Après carrière
Après avoir travaillé quelques années comme consultant auprès des fédérations allemandes et bulgares, Girardelli s'est reconverti dans le monde des affaires. Il est reparti vivre avec sa femme Andrea et ses deux enfants dans son pays d'origine en Autriche et ne garde que peu de liens depuis la fin de sa carrière avec le Luxembourg ce qu'il avoue regretter.
S'exprimant rarement concernant les événements qui l'ont amené à changer de nationalité dans sa jeunesse, il en parle avec amertume, regrettant de ne pas avoir pu s'entendre avec la Fédération autrichienne de ski et que sa carrière ait pu en être influencée à tel point qu'il ait du s’exiler en hypothéquant de fait son début de carrière avec les interdictions de disputer Championnats du monde ou Jeux olympiques jusqu'en 1985. Cependant il reste fier d'avoir représenté le Grand-Duché de Luxembourg en compétition. Il possède depuis 2016 la station de ski bulgare de Bansko

## Caractéristiques et personnalité
Skieur rablé et puissant (1,78 mètre pour 85 kg), Girardelli s'est vite démarqué dans les disciplines techniques remportant de nombreux slaloms au début de sa carrière avant, au vu de ses capacités d'endurance lui permettant d'accumuler une lourde charge de travail de se focaliser sur la polyvalence à l'instar de l'un de ses grands rivaux Pirmin Zurbriggen. Au fil des années, le Luxembourgeois gagne en assurance dans les disciplines de vitesse et devient performant capable de s'imposer dans les cinq disciplines du ski alpin.
Le cas Girardelli a été particulier dans l'histoire du ski alpin: il a quitté très tôt le giron fédéral de son pays d'origine, l'Autriche, pour représenter finalement le Grand-duché de Luxembourg avec lequel il n'avait aucun lien : « Je vais au Luxembourg environ trois fois par an. Je n'y suis pas obligé, mais je suis invité à des réceptions organisées par le grand-duc, la presse et la fédération », Girardelli a dû pendant toute sa carrière s'entraîner seul, le Luxembourg n'offrant aucune structure fiable et accompagné seulement de son père Helmut qui l'a suivi jusqu'à la fin de sa carrière, il compose avec les problèmes inhérents au fait d'être le seul représentant d'un pays non alpin dans un sport d'hiver ou l'encadrement et le bénéfice de structures de haut niveau peut représenter un avantage certain. Sans points de repères à l'entrainement, bénéficiant d'une assistance limitée et devant se fier à ses seules sensations, le handicap par rapport aux skieurs de nations de tradition alpine telles que la Suisse et l'Autriche ne s'en est pourtant jamais ressenti en compétition. Cela s'explique en partie par une grande force mentale et surtout les méthodes de préparation souvent jugées « stakhanovistes » inculquées par son père. Ne se plaignant jamais et acceptant les charges de travail, Girardelli a par ailleurs souvent laissé l'image d'une « marionnette » de son père ce dont il s'est toujours défendu,.
Régulièrement assisté par des techniciens de marques de skis, Girardelli a été, jusqu'en 1989, équipé par la marque autrichienne Atomic qui ne le soutenait pas suffisamment à son goût. Il opte donc par la suite pour la marque française Dynastar jusqu'en 1996. Durant la période avec cette marque, il a été suivi notamment par l'ancien champion du monde du combiné en 1982 Michel Vion. Il finit sa carrière équipé par la marque autrichienne Blizzard. Réputé très bon metteur au point, il laissera l'image d'un skieur qui a contribué à l'évolution technologique de ce sport.
Au niveau du caractère, Girardelli très timide, introverti, solitaire, peu souriant ni très loquace a souvent laissé une image austère qui était peu appréciée dans un monde du ski surtout à une époque où l'autre champion Alberto Tomba faisait constamment le spectacle. Sans véritables amis sur le circuit, il n'en était pas moins un skieur très respecté et unanimement salué par rapport à son palmarès et son parcours.
Capable de s'exprimer dans plusieurs langues (français, allemand, anglais et italien), Girardelli s'est toujours défendu de cette image ambiguë: « Les gens proches de moi ne me considèrent pas comme un introverti. C'est vrai en revanche que je suis très distant avec les gens que je ne connais pas. Et comme je m'exprime peu concernant mes affaires personnelles, je laisse cette image de personne qui subit. Ce qui n'est pas le cas. »

## Palmarès

### Jeux olympiques
Marc Girardelli a participé à trois Jeux olympiques d'hiver. Il a disputé ses premiers Jeux à Calgary sur le tard à partir de 25 ans du fait de son changement de nationalité dans sa jeunesse qui l'a empêché de concourir en grands championnats pendant sept ans. Engagé en descente, le Luxembourgeois qui domine depuis trois ans la coupe du monde de ski alpin avec Pirmin Zurbriggen déçoit en terminant 9e de la descente dominée par son grand rival. Il abandonne en Super-G et est vingtième du slalom géant.
Quatre ans plus tard Girardelli se présente à Albertville en proie au doute après un début de saison mitigé. Engagé dans toutes les disciplines, le Luxembourgeois lance bien sa compétition en accrochant l'argent du super-G inaugural dominé par le jeune norvégien Kjetil Andre Aamodt. Ce podium ressemble à un passage de témoin entre l'ancien et le futur grand polyvalent qui va marquer les années futures. Deux jours plus tard il s'engage en descente mais chute lourdement après le « passage de l'Ancolie »,. Les blessures sont superficielles et lui permettent de prendre part au géant avec peu d'espoir d'inquiéter Alberto Tomba, maître des disciplines techniques, d'autant que son début de saison est décevant dans la discipline. Bien que dominé par l'Italien, le Luxembourgeois accroche une médaille d'argent. En combiné, Girardelli abandonne en ne terminant pas la descente. Il ne termine pas non plus le slalom dont il est disqualifié.
Deux ans plus tard à Lillehammer, Girardelli, âgé de 32 ans, se présente en terrain ennemi chez son nouveau rival pour le général, Kjetil Andre Aamodt. Toujours présent dans les disciplines de vitesse, ses performances commencent à décliner dans les disciplines techniques. Parmi les principaux favoris des deux disciplines de vitesse, il échoue dans sa quête de l'or olympique et rentre bredouille terminant 5e de la descente et 4e du super-G.
| Édition / Épreuve   | Descente | Super-G | Slalom géant | Slalom      | Combiné     |
| ------------------- | -------- | ------- | ------------ | ----------- | ----------- |
| JO 1988 Calgary     | 9e       | Abandon | 20e          | -           | Non-partant |
| JO 1992 Albertville | Abandon  | Argent  | Argent       | Disqualifié | Abandon     |
| JO 1994 Lillehammer | 5e       | 4e      | Abandon      | Disqualifié | 9e          |

### Championnats du monde
Marc Girardelli a pris part à six championnats du monde. Avec onze médailles obtenues il est le deuxième skieur le plus médaillé derrière Kjetil Andre Aamodt (douze). Il est en outre le seul skieur à être ressorti médaillé de six championnats du monde différents.
Trois fois champion du monde du combiné (1987 devant Zurbriggen et Mader, 1989 devant Accola et Mader et 1996 devant Kjus et Mader), Girardelli détient le record de titres dans cette discipline en commun avec Aamodt. En dehors de ces titres, Girardelli a aussi remporté le titre du slalom en 1991 devant Stangassinger et Furuseth. Il ne lui a manqué qu'une médaille en descente pour entrer dans le cercle fermé des médaillés dans les cinq disciplines du ski alpin ; seuls les Norvégiens Aamodt et Lasse Kjus y sont parvenus.
| Édition / Épreuve           | Descente | Super-G                          | Slalom géant | Slalom      | Combiné     |
| --------------------------- | -------- | -------------------------------- | ------------ | ----------- | ----------- |
| Mondiaux 1985 Bormio        | -        | Épreuve inexistante à cette date | Bronze       | Argent      | -           |
| Mondiaux 1987 Crans-Montana | 7e       | Argent                           | Argent       | 4e          | Or          |
| Mondiaux 1989 Vail          | 21e      | 14e                              | 4e           | Bronze      | Or          |
| Mondiaux 1991 Saalbach      | 9e       | 16e                              | 5e           | Or          | Disqualifié |
| Mondiaux 1993 Morioka       | -        | Épreuve inexistante à cette date | 7e           | Argent      | Bronze      |
| Mondiaux 1996 Sierra Nevada | 18e      | 18e                              | Abandon      | Non partant | Or          |

### Coupe du monde
- Vainqueur du classement général en 1985, 1986, 1989, 1991 et 1993.
- 10 petits globes de cristal :
  - Vainqueur de la coupe du monde de descente en 1989 et 1994.
  - Vainqueur de la coupe du monde de géant en 1985.
  - Vainqueur de la coupe du monde de slalom en 1984, 1985 et 1991.
  - Vainqueur de la coupe du monde de combiné en 1989, 1991, 1993 et 1995.
- 100 podiums :
  - 46 victoires (3 descentes, 9 super-G, 7 géants, 16 slaloms et 11 combinés).

#### Différents classements en Coupe du monde
Auteur de 17 saisons en coupe du monde, Girardelli débute par les disciplines techniques comme en témoigne son Globe de cristal du slalom en 1983-1984. 3e du général mais largement dominé par le Suisse Pirmin Zurbriggen cette année-là, le Luxembourgeois comprend que pour jouer le général face à un skieur comme Zurbriggen, il faut être capable de marquer des points dans toutes les disciplines. Il axe donc son entrainement sur la polyvalence à partir de 1985.
S'ensuivront neuf saisons sur dix terminées dans le top 5 du général durant lesquelles Girardelli remporte cinq fois le classement général ce qui constitue un record et dix globes de spécialités gagnés dans quatre disciplines (deux en descente, trois en slalom, un en géant et quatre en combiné). Il ne lui manqua que cinq points en 1994 au classement du super-G pour lui permettre de gagner au moins une fois le classement des cinq disciplines du ski alpin.
Lors de la saison 1988-1989, Girardelli marque l'histoire à plusieurs titres. Vainqueur dans toutes les disciplines cette année-là il termine dans le top 5 du classement de chacune et remporte très largement le général.
| Saison/Classement | Général | Général | Descente | Descente | Slalom | Slalom | Géant  | Géant  | Super-G | Super-G | Combiné | Combiné |
| Saison/Classement | Class.  | Points  | Class.   | Points   | Class. | Points | Class. | Points | Class.  | Points  | Class.  | Points  |
| ----------------- | ------- | ------- | -------- | -------- | ------ | ------ | ------ | ------ | ------- | ------- | ------- | ------- |
| 1979-1980         | 84e     | 3       | -        | -        | -      | -      | 32e    | 3      | -       | -       | -       | -       |
| 1980-1981         | 26e     | 51      | -        | -        | 15e    | 40     | 23e    | 11     | -       | -       | -       | -       |
| 1981-1982         | 6e      | 121     | -        | -        | 8e     | 44     | 3e     | 77     | -       | -       | -       | -       |
| 1982-1983         | 4e      | 168     | -        | -        | 7e     | 69     | 6e     | 52     | -       | -       | 3e      | 47      |
| 1983-1984         | 3e      | 222     | -        | -        | 1er    | 125    | 4e     | 92     | -       | -       | 34e     | 5       |
| 1984-1985         | 1er     | 262     | 19e      | 17       | 1er    | 125    | 1er    | 120    | -       | -       | -       | -       |
| 1985-1986         | 1er     | 294     | 4e       | 76       | 11e    | 45     | 5e     | 57     | 3e      | 56      | 2e      | 60      |
| 1986-1987         | 2e      | 190     | 10e      | 56       | 28e    | 10     | 5e     | 65     | 2e      | 65      | -       | -       |
| 1987-1988         | 5e      | 142     | 7e       | 59       | 23e    | 15     | 13e    | 30     | 4e      | 38      | -       | -       |
| 1988-1989         | 1er     | 407     | 1er      | 139      | 3e     | 106    | 5e     | 66     | 5e      | 46      | 1er     | 50      |
| 1989-1990         | 25e     | 64      | -        | -        | 15e    | 41     | 12e    | 23     | -       | -       | -       | -       |
| 1990-1991         | 1er     | 242     | 28e      | 8        | 1er    | 110    | 3e     | 84     | 10e     | 15      | 1er     | 25      |
| 1991-1992         | 3e      | 996     | 13e      | 182      | 12e    | 228    | 7e     | 210    | 2e      | 296     | 11e     | 80      |
| 1992-1993         | 1er     | 1 379   | 6e       | 331      | 13e    | 160    | 3e     | 372    | 5e      | 216     | 1er     | 300     |
| 1993-1994         | 2e      | 1 007   | 1er      | 556      | 29e    | 54     | 19e    | 122    | 2e      | 275     | -       | -       |
| 1994-1995         | 4e      | 744     | 24e      | 73       | 9e     | 269    | 18e    | 91     | 10e     | 111     | 1er     | 200     |
| 1995-1996         | 22e     | 326     | 47e      | 25       | 20e    | 112    | 23e    | 81     | 51e     | 8       | 2e      | 100     |
| 1996-1997         | 115e    | 12      | -        | -        | 58e    | 6      | 49e    | 6      | -       | -       | -       | -       |

#### Détail des victoires
Au début de sa carrière, Marc Girardelli s'exprime uniquement dans les disciplines techniques remportant ses sept premières victoires en coupe du monde en slalom. En 1985 s'opère un virage dans la carrière de Girardelli qui commence à exprimer une polyvalence remarquable lui permettant de s'exprimer en vitesse s'imposant dans des super-G.
En 1989 qui restera sa plus belle saison, Girardelli gagne les plus belles descentes de l'année à Kitzbühel et Wengen et réalise le record de s'imposer dans toutes les disciplines du ski alpin durant la même saison.
Très à l'aise durant les classiques de janvier (Vainqueur sept fois à Kitzbühel, six fois à Wengen, trois fois à Kranjska Gora mais aussi des géants d'Alta Badia et Adelboden), Girardelli quittera le cirque blanc fort de 46 victoires soit le quatrième meilleur total derrière Ingemar Stenmark (86), Hermann Maier (54), Alberto Tomba (50).
| Saison / Épreuve | Descente                   | Slalom                                                                            | Géant                    | Super-G                                                        | Combiné                                                           | Total |
| ---------------- | -------------------------- | --------------------------------------------------------------------------------- | ------------------------ | -------------------------------------------------------------- | ----------------------------------------------------------------- | ----- |
| 1982-1983        | -                          | Gällivare                                                                         | -                        | -                                                              | -                                                                 | 1     |
| 1983-1984        | -                          | Parpan I Kitzbühel Borovetz Åre Oslo                                              | -                        | -                                                              | -                                                                 | 5     |
| 1984-1985        | -                          | Sestrières I Bad Wiessee Kitzbühel Wengen Kranjska Gora Park City Heavenly Valley | Sestrières Aspen         | Madonna di Campiglio Garmisch-Partenkirchen (Arlberg-Kandahar) | -                                                                 | 11    |
| 1985-1986        | -                          | -                                                                                 | -                        | Crans-Montana II                                               | Val Gardena/Alta Badia / Morzine I/Sankt Anton (Arlberg-Kandahar) | 3     |
| 1986-1987        | -                          | -                                                                                 | Sarajevo                 | Furano Nakiska                                                 | -                                                                 | 3     |
| 1988-1989        | Kitzbühel I Wengen I et II | Sestrières Kranjska Gora                                                          | Adelboden                | Whistler                                                       | Kitzbühel Wengen                                                  | 9     |
| 1990-1991        | -                          | Kitzbühel                                                                         | Adelboden                | -                                                              | Kitzbühel                                                         | 3     |
| 1991-1992        | -                          | -                                                                                 | -                        | Val d'Isère                                                    | -                                                                 | 1     |
| 1992-1993        | -                          | -                                                                                 | Alta Badia Kranjska Gora | Sankt Anton                                                    | Garmisch Sankt Anton Veysonnaz                                    | 6     |
| 1993-1994        | -                          | -                                                                                 | -                        | Wengen                                                         | -                                                                 | 1     |
| 1994-1995        | -                          | -                                                                                 | -                        | -                                                              | Kitzbühel Wengen                                                  | 2     |
| 1995-1996        | -                          | -                                                                                 | -                        | -                                                              | Veysonnaz                                                         | 1     |
| Total            | 3                          | 16                                                                                | 7                        | 9                                                              | 11                                                                | 46    |

#### Performances générales
Marc Girardelli compte 336 départs en coupe du monde et en grands championnats au terme des 17 saisons au plus haut niveau qu'il a disputées. Devenu polyvalent au fil des années, il compte plus de 50 départs dans les quatre disciplines de base du ski alpin. Sur 336 courses, il a terminé dans les points 288 fois (soit 85,7 %) et 208 fois dans le top 10 (61,9 %) preuve de sa polyvalence et de sa régularité. Avec 46 succès (13,7 %), il est le quatrième skieur le plus vainqueur devancé seulement par Ingemar Stenmark (86), Hermann Maier (54) et Alberto Tomba (50). Monté sur le podium à 100 reprises (29,8 %) il n'est devancé que par Ingemar Stenmark avec 156 unités.
Il a terminé 47 fois dans le top 10 (55,9 %), signé 17 podiums (20,2 %) et 3 victoires (3,6 %) en 84 descentes disputées.
En 52 super-G disputés, il compte 35 tops 10 (67,3 %), 18 podiums  (34,6 %) et 9 victoires (17,3 %). Il est le quatrième skieur le plus vainqueur de l'histoire du ski alpin dans cette discipline.
En géant, il a terminé 53 fois dans le top 10 (62,4 %), signé 26 podiums (30,6 %) et 7 victoires (8,2 %) sur 85 courses disputés
En slalom il compte sur 97 courses, 64 tops 10 (66 %), 25 podiums (25,8 %) et 16 victoires (16,5 %). Il est le cinquième slalomeur le plus vainqueur dans l'histoire du ski alpin.
Il compte sur 17 combinés disputés 16 tops 10 (94,1 %), 14 podiums (85,4 %) et 11 victoires (64,7 %). Il est le skieur le plus vainqueur dans l'histoire de la discipline ex-æquo avec Kjetil André Aamodt et Phil Mahre.
| Résultat  | Descente | Slalom | Géant | Super-G | Combiné | Parallèle | Total |
| --------- | -------- | ------ | ----- | ------- | ------- | --------- | ----- |
| 1re place | 3        | 16     | 7     | 9       | 11      | 0         | 46    |
| 2e place  | 8        | 4      | 10    | 4       | 2       | 0         | 28    |
| 3e place  | 6        | 5      | 9     | 5       | 1       | 0         | 26    |
| Top 10    | 47       | 64     | 53    | 35      | 16      | 0         | 208   |
| Points    | 69       | 84     | 73    | 44      | 17      | 1         | 288   |
| Autres    | 15       | 13     | 12    | 8       | 0       | 0         | 48    |
| Départs   | 84       | 97     | 85    | 52      | 17      | 1         | 336   |

### Arlberg-Kandahar
- Vainqueur du Kandahar 1986 à Morzine I/Sankt Anton et 1993 à Garmisch
- Vainqueur du super-G 1985 à Garmisch

## Récompenses
- Sportif luxembourgeois de l'année (1988, 1989, 1991, 1993, 1994 et 1996)
- Skieur d'or (1989 et 1991)